# Якуб Доваліл
Якуб Доваліл (чеськ. Jakub Dovalil, нар. 8 лютого 1974, Прага) — чеський футболіст, по завершенні ігрової кар'єри — тренер.

## Ігрова кар'єра
Народився 8 лютого 1974 року в місті Прага. Вихованець футбольної школи клубу «Славія».
Своєю грою за цю команду привернув увагу представників тренерського штабу клубу «Кралупи 1901», до складу якого приєднався 1994 року. Відіграв за Відіграв за наступний сезон своєї ігрової кар'єри.
У 1995 році уклав контракт з клубом «Моторлет Прага», у складі якого провів наступні жодного років своєї кар'єри гравця.
З 1996 року один сезон захищав кольори клубу «Бергіш Гладбах».
У 1998 році перейшов до клубу «Татран Седлчани», де й завершив професійну кар'єру футболіста.

## Кар'єра тренера
Розпочав тренерську кар'єру, ще коли грав на полі, 1997 року як тренер молодіжної команди клубу «Славія».
У 2008 році став головним тренером команди Чехія U-20, тренував молодіжну збірну Чехії один рік.
Згодом очолював тренерський штаб збірної Чехії U-21.
Протягом тренерської кар'єри також очолював збірні команди Чехія U-16, Чехія U-17, Чехія U-18 та Чехія U-19, а також входив до тренерських штабів клубів Чехія U-19 та Чехія U-21.
Наразі останнім місцем тренерської роботи була національна збірна Чехії, де Якуб Доваліл був одним з тренерів головної команди протягом 2012 року.